# Nữ Ấu sinh Hướng đạo
Nữ Ấu sinh Hướng đạo hay Chim non (Brownie) là một bé gái tuổi từ 7 đến 10 và là thành viên của một hội Nữ Hướng đạo. Ban đầu, giống như các Nữ Thiếu sinh Hướng đạo, Nữ Ấu sinh Hướng đạo là chỉ dành riêng cho nữ; người ta luôn trông mong là các cậu bé gia nhập Ấu sinh Hướng đạo và sau đó là Thiếu sinh Hướng đạo. Bắt đầu từ thập niên 1980, Nữ Ấu sinh Hướng đạo đã được mở cho cả nam và nữ tại một số quốc gia.

## Lịch sử
Nữ Ấu sinh Hướng đạo đầu tiên được Robert Baden-Powell tổ chức vào năm 1914 để hoàn thiện dãy nhóm tuổi cho cả nam và nữ trong Hướng đạo. Đầu tiên các Nữ Ấu sinh được điều hành như nhóm tuổi nhỏ nhất trong Hội Nữ Hướng đạo của Agnes Baden-Powell là em gái của Robert Baden-Powell. Năm 1918 Olave Baden-Powell lãnh trách nhiệm về Nữ Hướng đạo và như thế cũng lãnh trách nhiệm luôn các Nữ Ấu sinh.
Ban đầu các bé gái này được gọi là Nụ Hồng (Rosebuds) nhưng sau đó được Lord Baden-Powell đổi tên thành Chim non (Brownies). Tên của Nữ Ấu sinh có được là từ câu chuyện "The Brownies" của Juliana Horatia Ewing viết vào năm 1870. Trong câu chuyện, hai đứa trẻ tên là Tommy và Betty học biết rằng trẻ em có thể là những Chim non (Brownies) giúp ích hay là những ma quỷ lười (boggarts).